# Sociologia de la religió

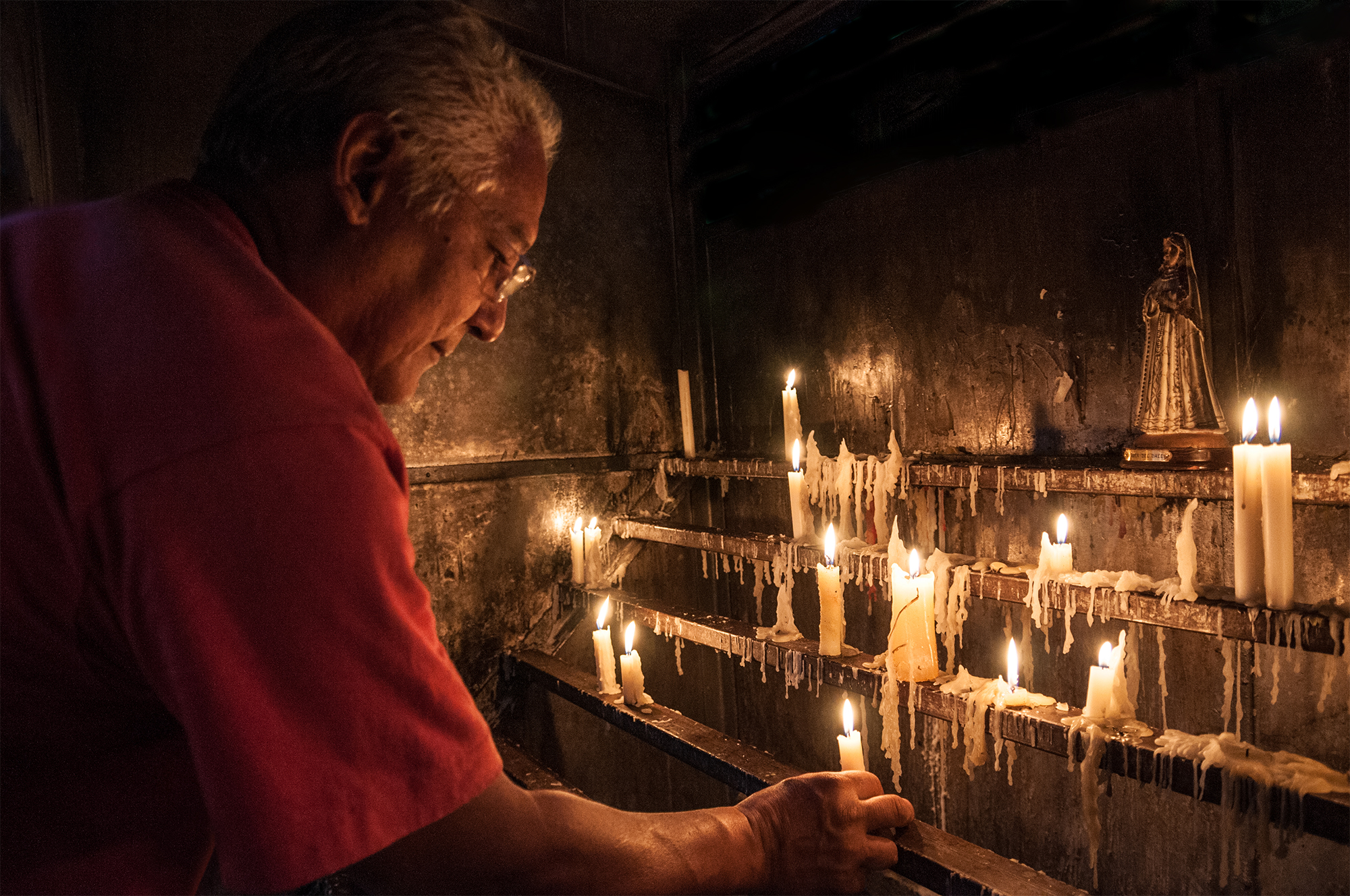
Culte religiós en Illa de Margarita.

La sociologia de la religió és l'estudi dels comportaments, estructures socials, evolució i dels rols de les religions en les societats humanes. Intenta explicar la influència que la religió té en el comportament col·lectiu de l'home i viceversa, és a dir, les interaccions recíproques entre religió i societat.

## Tipologia dels grups religiosos
D'acord amb una tipologia generalment acceptada les agrupacions religioses es classifiquen en esglésies, confessions o denominacions, i sectes ("cults" en anglès). Els sociòlegs busquen donar a aquests conceptes definicions operatives més o menys precises, que de vegades no corresponen exactament amb el seu ús habitual. Particularment, la paraula secta (a vegades mal traduïda de l'anglès com a culte) són utilitzades pels sociòlegs sense cap connotació pejorativa, com sol succeir en l'ús corrent.

## Història i rellevància actual
L'interès per la religió i la seva interacció social es va desenvolupar intensivament cap a finalitats del segle xix i principis del segle xx, rebent l'aportació de grans teòrics entre els quals és clàssic citar a Émile Durkheim, Max Weber i Karl Marx. Entre els sociòlegs de la religió més recents, poden citar-se Émile Poulat, Peter L. Berger, Michael Plekon, Rodney Stark, Robert Wuthnow, François Houtart, René Rémond, Danièle Hervieu-Léger, James Davison Hunter, Niklas Luhmann i Christian Smith. A l'Amèrica llatina sobresurten Cristian Parker (xilè) Fortunato Mallimaci (argentí) Otto Madur (veneçolà) i Imelda Vega Centeno (peruana), entre d'altres.
Alguns filòsofs i personalitats, seguint els passos de Nietzsche, van anunciar a partir del segle XIX la mort de Déu, i uns altres, sobretot després de la Segona Guerra Mundial, van pronosticar el declivi de les religions. No obstant això, aquestes conserven encara avui dia un rol important en la vida dels individus i societats. Als Estats Units, per exemple, la freqüentació de llocs de culte s'ha mantingut estable en els últims quaranta anys. A l'Àfrica, el cristianisme es va difondre acceleradament: cap a 1900 el continent comptava amb uns 10 milions d'adeptes; al començament del segle XXI s'estima que n'hi ha 200 milions. Un altre fenomen digne d'esmentar-se és el desenvolupament de l'Islam i la seva creixent presència i influència en el món occidental. En altres paraules, la pronosticada secularització (depenent de la definició i abast que es doni a aquest terme) no hauria tingut lloc. Altres sociòlegs posen en relleu que la freqüentació d'esglésies i les creences religioses personals poden coexistir amb la pèrdua d'influència de les autoritats religioses en qüestions polítiques i socials.
Una qüestió central de la sociologia de la religió com a disciplina científica és l'aptitud de predir tendències socials. Molts sociòlegs havien pronosticat un augment de la religiositat. Poden esmentar-se:
- James Hunter va anticipar l'anomenat "conflicte de cultures" de la fi del segle xx, especialment el seu caràcter religiós.
- Molts sociòlegs van anticipar el creixement de l'Islam i les seves connotacions polítiques.
- Robert Wuthnow pronostica actualment als Estats Units l'èxit de futures col·lectes de fons del govern federal a través d'organitzacions caritatives.[9]

## La concepció de la religió en la sociologia clàssica
Els pensadors seminals d'aquesta disciplina, Durkheim, Marx i Weber van desenvolupar complexes teories sobre la naturalesa i efectes de la religió. Per als tres, la religió constitueix una variable social de summa importància.

### Karl Marx
Malgrat la influència que Marx va exercir, ell mateix no concebia la seva obra com una resposta ètica o ideològica al capitalisme del segle xix (com molts altres comentaristes posteriors). Els seus esforços se centraven, en la seva pròpia opinió, en el que es podria anomenar la ciència aplicada, moralment neutra. Per a Marx, els homes són guiats de manera més adequada per la raó, i la religió és un obstacle per al pensament racional.
Marx concebia l'alienació com a element central en un sistema de desigualtat social. L'antídot contra l'alienació és la llibertat, que s'expressa a través la possibilitat de triar. Per a Marx, que qualificava la religió com a l'"opi del poble", aquesta complia una funció social com a anestèsic, si bé desaprovava els seus fonaments: la religió era la resposta espiritual de les classes en conflicte —especialment de les oprimides— a la condició de mútua alienació i, en el cas de la secular societat capitalista, instrumentalitzada com autojustificació ideològica per part dels seus actors econòmics per a racionalitzar l'egoisme material de la lliure propietat burgesa i contribuir a la seva hegemonia.
La religió apareix com una poderosa força conservadora que consolida i perpetua el rol dominant d'una determinada classe social. L'abolició de la religió com a felicitat il·lusòria és la condició necessària per a poder aconseguir la felicitat real. La crida a l'abandó de les il·lusions de la seva condició és al mateix temps la crida a l'abandó de la condició que exigeix tal il·lusió. La crítica de la religió és així l'embrió de la crítica de la vall de llàgrimes, de la qual la religió n'és l'halo.

### Émile Durkheim
Émile Durkheim s'autodefinia com a positivista, posant l'accent en el fet que la seva òptica era desapassionada i científica. Un dels seus interessos centrals era descobrir les variables que expliquen la cohesió de les societats modernes. Durkheim, clar representant del racionalisme francès, va investigar durant uns quinze anys in situ les religions primitives dels indígenes australians (no és cert que estudiés en el lloc les religions totèmiques dels aborígens australians, sinó que més aviat va utilitzar fonts secundàries antropològiques i relats de missioners per a la seva dissertació). L'interès subjacent d'aquesta empresa era elucidar les formes elementals de la religió, una espècie de denominador comú extrapolable a totes les societats.
La religió no és merament "imaginària": com a expressió social, la religió és un fenomen real i tangible i no existeix cap societat sense religió. Per a Durkheim, percebem com a individus l'existència d'una força més poderosa que nostres pròpies individualitats. Aquesta força és la nostra dimensió social a la qual li atribuïm un rostre sobrenatural. Això ens condueix a expressar-nos religiosament de manera col·lectiva acreixent així aquest poder simbòlic. La religió seria, doncs, l'expressió de la consciència col·lectiva, o si es vol, la fusió de les nostres consciències individuals que es forja, ella mateixa, una realitat pròpia.
La complexitat dels sistemes religiosos és directament proporcional a la complexitat de les societats. Això explicaria el fet que societats menys complexes tinguin sistemes religiosos menys elaborats. Els aborígens australians, per exemple, assignen simplement un tòtem a cada clan particular.
Quan una societat entra en contacte amb unes altres, existeix una tendència a emfatitzar l'universalisme. No obstant això, de la mateixa manera que la divisió del treball li dona a l'individu —segons Durkheim— la il·lusió d'un rol més important, els sistemes religiosos apunten creixentment a la consciència i salvació individual.
En la seva obra Les formes elementals de vida religiosa, Durkheim defineix la religió en els termes següents: "Una religió és un sistema unificat de creences i pràctiques referides a coses sagrades, és a dir, que se separen i prohibeixen, creences i pràctiques que uneixen els seus adherents en una comunitat moral singular anomenada Església". Aquesta definició és de tipus funcional, en el sentit que explica el rol de la religió en la vida social: essencialment, unifica societats. Durkheim defineix la religió distingint clarament entre el sagrat i el profà, amb la qual cosa pot establir-se un paral·lelisme entre la distinció entre Déu i els humans.
La definició de Durkheim no estipula el que deu considerar-se com a "coses sagrades", deixant així un camp fecund per a l'extensió del seu model, desbordant el camp de les religions i grups religiosos stricto sensu. Així, van sorgir nocions com ara religió civil o religió d'estat. Si considerem, per exemple, els Estats Units, pot sostenir-se que tenen el seu propi conjunt d'objectes "sacralitzats": la bandera, Abraham Lincoln, Martin Luther King, etc. Altres utilitzacions del model concerneixen organitzacions esportives professionals, grans empreses o fins i tot grups de música rock.

### Max Weber
Max Weber no va investigar sobre l'essència de la religió, sinó més aviat sobre les idees religioses i els grups que interactuen amb altres aspectes de la vida social; principalment, en l'economia. En la seva sociologia, Weber utilitza el vocable alemany Verstehen ('comprendre') per a descriure el seu mètode d'interpretació de la intenció i del context de l'acció humana. Weber no és un positivista, en el sentit que no pensa que en la sociologia puguen trobar-se fets lligats per relacions de causalitat. Bé que pensa que es poden realitzar proposicions generals sobre la vida social, les concep més aviat com a relacions i seqüències en narracions històriques i casos particulars.
Un grup religiós o un individu està subjecte a influències múltiples, però si pretén actuar en el nom d'una creença religiosa, hem d'intentar entendre la seva acció primerament des del punt de vista religiós en si mateix. Per a Weber, la religió té prou de poder per a construir la representació que un individu es fa del món. Aquesta representació afecta al seu torn la percepció dels seus interessos i en definitiva el curs de les seves accions.
Per a Weber, la religió pot comprendre's millor si es considera que respon a les necessitats de "teodicea" i de "soteriologia". La primera concerneix el problema de com l'extraordinari poder de Déu pot conciliar-se amb la imperfecció del món que va crear i regeix. En termes pràctics, la gent necessita comprendre, per exemple, per què van merèixer l'infortuni i el sofriment. La religió brinda una resposta soteriològica, és a dir, concernent la seva salvació: consol, alliberament del sofriment. La cerca de la "salvació" es torna així una de les variables de la motivació humana.
Com que la religió contribueix a la definició d'aquesta motivació, Weber considera que, especialment el protestantisme va tenir una influència determinant en l'emergència del capitalisme. És la tesi de la seva més famosa i controvertida obra: "L'ètica protestant i l'esperit del capitalisme".
Per a Weber, el capitalisme va emergir a Europa en part per la interpretació de la creença en la predestinació del puritanisme anglès. Aquesta està basada en el concepte calvinista que no tots seran salvats, que només una petita quantitat d'elegits escaparan de la condemnació final i que tal decisió està basada en la pura i ja predeterminada decisió divina i no en el que un individu pugui fer o deixar de fer en vida. Ningú sap amb certesa si es troba o no entre els elegits.
Des d'un punt de vista pràctic, tal postura era psicològicament incòmoda: als fidels els angoixava —cosa que és fàcilment comprensible— saber si serien eternament condemnats o no. Els líders puritans els van assegurar llavors que si els seus negocis eren financerament reeixits, tal esdeveniment era un senyal "no oficial" de l'aprovació divina i que es trobaven entre els elegits, però només si utilitzaven adequadament els fruits de la seva labor. Això hauria portat al desenvolupament i la utilització d'una comptabilitat racional i la cerca calculada de l'èxit financer, més enllà del que és merament necessari per a les necessitats de la vida, i en això consisteix "l'esperit del capitalisme". Amb el transcurs del temps, els costums associats amb aquest esperit haurien perdut la seva significació religiosa i la cerca programada del guany es s'hauria transformat en una finalitat per si mateixa.
La tesi sobre l'ètica protestant ha estat des de llavors objecte de moltíssimes crítiques, disputes i refinaments. Però constitueix encara avui dia un terreny de debats fecunds en la sociologia de la religió.
Weber va desenvolupar també un important treball de recerca respecte d'altres religions mundials, incloent-hi l'hinduisme i el budisme.